# Averof Neofytou
Averof Neofytou (en griego: Αβέρωφ Νεοφύτου, nacido el 21 de julio de 1961) es un político chipriota, líder del partido político Agrupación Democrática (DISY) desde 2013. Es diputado de la Cámara de Representantes de Chipre, representando la ciudad de Pafos, siendo anteriormente Ministro de Trabajo y Comunicaciones, y alcalde de Polis Chrysochou.
Nació en 1961 en Argaka, Pafos. Estudió Economía y Contabilidad en el Instituto Tecnológico de Nueva York. Comenzó su inserción a la política siendo vicepresidetnte del partido centroderechista Agrupación Demócratica. Posteriormente fue elegido alcalde de Polis Chrysochou en 1991, y posteriormente fue elegido diputado en la Cámara de Representantes en 1998. Fue reelegido entre 2006 y 2011, y más tarde sucedió a Nicos Anastasiades, tras ser elegido como líder del partido en el cual militaba.